# لا تابلادا
لا تابلادا (به اسپانیایی: La Tablada) یک منطقهٔ مسکونی در آرژانتین است که در لا ماتانزا پارتیدو واقع شده‌است. لا تابلادا ۸۰٬۳۸۹ نفر جمعیت دارد و ۱۱ متر بالاتر از سطح دریا واقع شده‌است.